# Glossostelma erectum
Glossostelma erectum är en oleanderväxtart som först beskrevs av De Wild., och fick sitt nu gällande namn av D.J. Goyder. Glossostelma erectum ingår i släktet Glossostelma och familjen oleanderväxter. Inga underarter finns listade i Catalogue of Life.